# آرکادیوش دتمر
آرکادیوش دِتمر (لهستانی: Arkadiusz Detmer؛ ‏ زادهٔ ۹ مارس ۱۹۷۳) بازیگر اهل لهستان است. وی دانش‌آموختهٔ آکادمی ملی هنرهای نمایشی آ.س.ت. در کراکوف است.
از فیلم‌ها یا مجموعه‌های تلویزیونی که وی در آن‌ها نقش داشته است، می‌توان به تاج پادشاهان، عشق اول، پدر متیو، خون از خون، قانون حقیقی، دهن‌به‌دهن، کمیسر آلکس، هتل ۵۲، پیت‌بول، دوران افتخار، کارآگاهان جنایی، حوزه استحفاظی ۱۳، تقارن، مقدرشده برای بلوز و یوب، آخرین سلول خاکستری مغز اشاره نمود.